# Egzon Bejtułai
Egzon Bejtułai (ur. 7 stycznia 1994 w Tetowie) – macedoński piłkarz występujący na pozycji obrońcy w kosowskim klubie KF Gjilani oraz w reprezentacji Macedonii Północnej. Wychowanek FK Teteks, w trakcie swojej kariery grał także w Helsingborgs IF i Shkëndija.